# Geranium renardii
Geranium renardii är en näveväxtart som beskrevs av Trautv. in Trautv., Regel, Maxim. och Constantin Konstantin Georg Alexander Winkler. Geranium renardii ingår i släktet nävor, och familjen näveväxter. Inga underarter finns listade i Catalogue of Life.